# Fantasy Flight Games

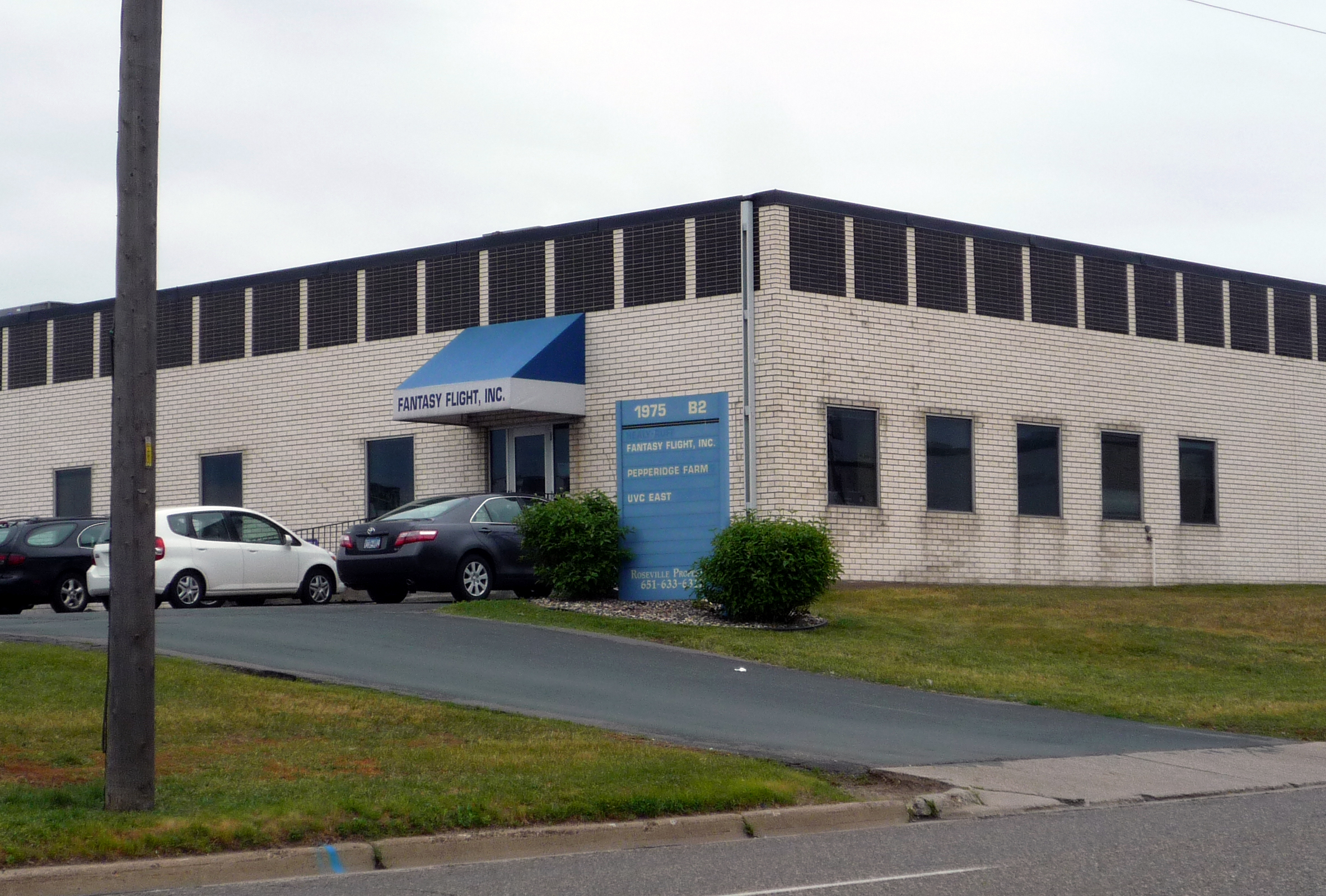
Siedziba Fantasy Flight Games

Fantasy Flight Games (FFG) to przedsiębiorstwo zajmujące się produkcją gier fabularnych, planszowych oraz karcianych. Siedziba firmy znajduje się w Roseville w stanie Minnesota. Prezesem firmy jest Christian T. Petersen.
Polskie tłumaczenia gier są najczęściej przygotowywane przez wydawnictwo Galakta.

## Wydane gry
Wśród gier wydanych przez FFG znajdują się m.in.:

### Gry planszowe
- Runewars
- Tannhäuser,
- Wojna o Pierścień,
- Descent: Wędrówki w mroku
- Arkham Horror
- Battlestar Galactica (gra planszowa)
- Chaos in the Old World
- Talisman: Magia i Miecz
- Twilight Imperium
- Gra o Tron
- Bitwy Westeros

### Gry karciane LCG
Gry karciane wydane w formacie LCG (Living Card Games) czyli wariancie kolekcjonerskim polegającym na sprzedaży zdefiniowanych zestawów kart. Cechą takiej dystrybucji kart jest brak losowości w zestawach oraz możliwość łatwego zakupienia pożądanych kart. 

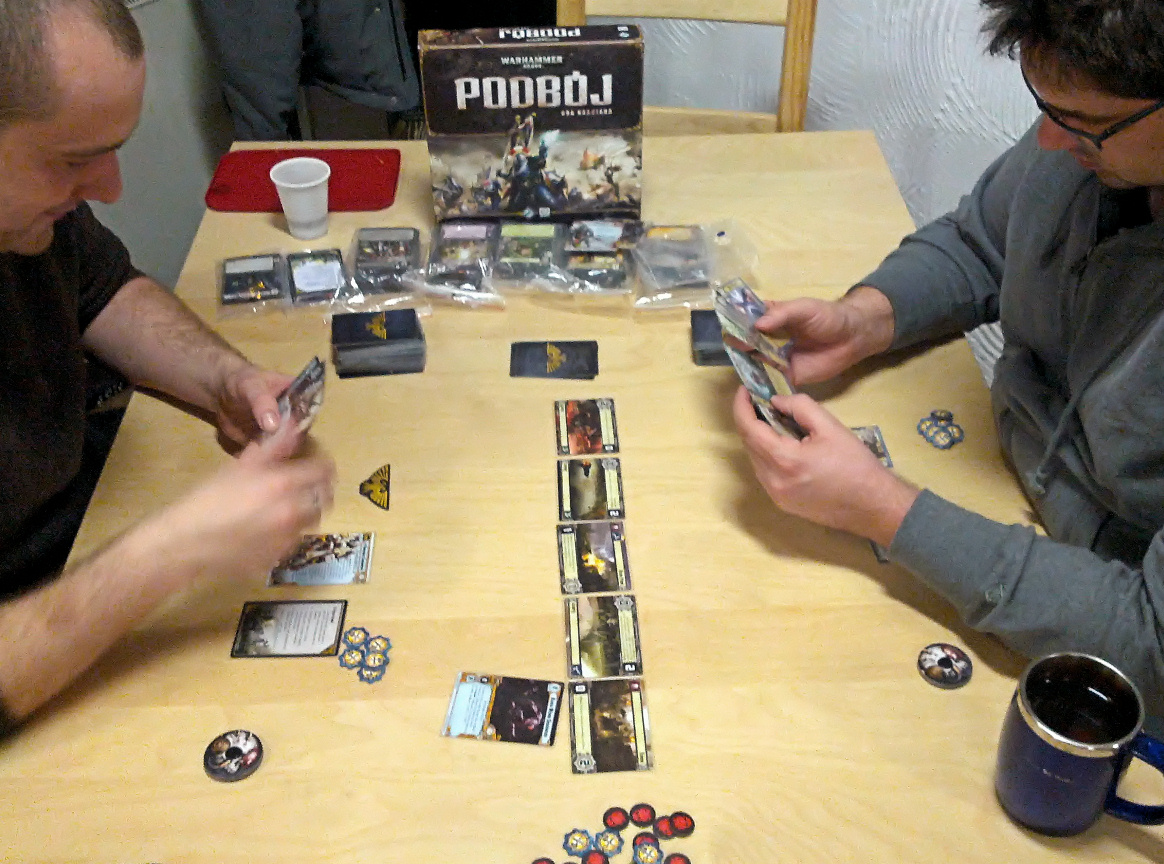
Rozgrywka dwuosobowa w Warhammer 40.000: Podbój

- Call of Cthulhu: Gra karciana (2008)
- A Game of Thrones (2008)
- Warhammer: Inwazja (2009)
- Władca Pierścieni: Gra karciana (2011)
- Android: Netrunner (2012)
- Star Wars: Gra karciana (2012)
- Warhammer 40,000: Podbój (2014)[2]
- Horror w Arkham: Gra karciana (2016)[3]

### Gry fabularne
- Warhammer Fantasy Roleplay (trzecia edycja)

### Inne gry
- Gra o Tron - Gra Karciana (HBO)